# Gary Ryan
Gary Ryan (ur. 12 czerwca 1972 w Kilcummin) – irlandzki lekkoatleta, sprinter. 

## Osiągnięcia
- brązowy medal halowych mistrzostw świata (sztafeta 4 × 400 metrów, Budapeszt 2004)
- reprezentant kraju w zawodach Pucharu Europy i innych dużych międzynarodowych zawodach lekkoatletycznych
- dwukrotny udział w igrzyskach olimpijskich (Atlanta 1996 & Sydney 2000)
- kilkunastokrotny mistrz Irlandii w biegach na 100 i 200 metrów[1][2]

## Rekordy życiowe
- bieg na 100 metrów – 10,35 (2004)
- bieg na 200 metrów – 20,67 (1997)
- bieg na 200 metrów (hala) – 20,99 (2000)

Ryan, razem z kolegami z reprezentacji jest aktualnym halowym rekordzistą Irlandii w sztafecie 4 × 400 metrów (3:08,83 w 2004) i sztafecie 4 × 200 metrów (1:26,59 w 2002) oraz w sztafecie 4 × 100 metrów na otwartym stadionie (39,26 w 2000).